# Anarcoinsurreccionalisme
L'anarquisme insurreccionalista o anarcoinsurreccionalisme és un corrent anarquista que es va desenvolupar primerament a Itàlia i Grècia. El principal teòric del insurreccionalisme és l'italià Alfredo Bonanno, autor de diversos escrits on exposa els principals arguments d'aquest corrent. Altres autors insurreccionalista són Constantí Cavalleria Wolfi Landstreicher i Killing King Abacus L'insurreccionalisme s'ha desenvolupat principalment a Itàlia, Espanya, Grècia i els Estats Units, i ha adquirit certa notorietat per algunes accions directes violentes a Europa, i per la participació disruptiva en el moviment antiglobalització.